# Азово (Башкортостан)
Азово (баш. Аҙау) — деревня в Узунларовском сельсовете Архангельского района Республики Башкортостан России.
Находится на правом берегу реки Инзер.

## География
Расстояние до:
- районного центра (Архангельское): 36 км,
- центра сельсовета (Узунларово): 16 км,
- ближайшей железнодорожной станции (Равтау): 2 км.

## История
До 2008 года деревня была центром упразднённого Азовского сельсовета. После упразднения Азовского сельсовета включен в состав Узунларовского сельсовета. 

## Население
| 2002 | 2009 | 2010 |
| ---- | ---- | ---- |
| 488  | ↗526 | ↘461 |

Национальный состав
Согласно переписи 2002 года, преобладающая национальность — башкиры (97 %)